# Morales de Campos
Morales de Campos est une commune de la province de Valladolid dans la communauté autonome de Castille-et-León en Espagne.

## Sites et patrimoine
- Église Santiago Apóstol.
- Chapelle Nuestra Señora de los Arenales.

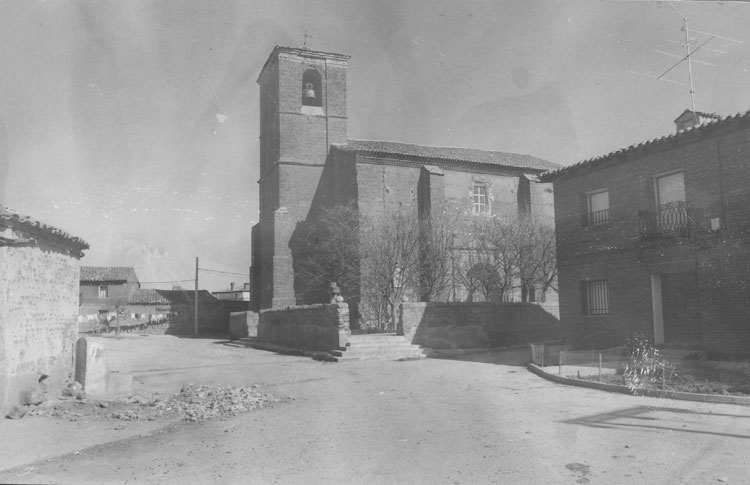
Église Santiago Apóstol. Fondation Joaquín Díaz.